# 帕特里斯·特罗瓦达
帕特里斯·艾莫里·特羅瓦達（葡萄牙語：Patrice Émery Trovoada，1962年3月18日—），聖多美和普林西比政治家，曾任聖多美和普林西比總理，現任獨立民主行動黨主席。

## 簡歷
帕特里斯出生於加彭，父親是聖多美和普林西比前總統米格爾·特羅瓦達，他的名字是以剛果民主共和國首任總理帕特里斯·卢蒙巴之名來取的。

## 教育和政治生涯
帕特里斯曾在葡萄牙和法國學習，並於2001年起步入政界。在2001年至2002年間，擔任外交部部長。2003年，被時任總統弗拉迪克·德梅內塞斯任命為石油顧問，但於2005年被解除職務。2004年起，擔任民主獨立行動黨總書記。
帕特里斯在2006年參加總統選舉，但以38.8%支持率敗給時任總統德梅內塞斯。2008年2月，被德梅內塞斯任命為總理。同年5月，被議會彈劾下台。
2010年8月，其領導的民主獨立行動在議會選舉勝出，再次出任政府總理。2012年12月，再次被議會彈劾下台。
2014年10月，其領導的民主獨立行動在議會選舉勝出。同年11月，帕特里斯第三次出任政府總理。
在2018年圣多美的立法选举中，帕特里斯·特罗瓦达为首的执政党在议会选举失去绝对多数席次。